# 아바라이 렌지
아바라이 렌지(일본어: 阿散井恋次)는 블리치의 등장인물이다.
- 성우 - 이토 켄타로 / 정명준

188cm 85kg 8월 31일 남부 루콘가 78지구 출신
- 경력

현(現) 소울 소사이어티 호정 13대 중 6번대의 부대장이며 과거에는 5번대를 거쳐 11번대 6석이었다. 남부 루콘가 78지구 출신이며 진앙영술원 2066기생으로 쿠치키 루키아, 키라 이즈루, 히나모리 모모와는 동기이다.
- 좋아하는 음식은 붕어빵 싫어하는 음식은 매운 음식이다.
- 참백도: 사미환(蛇尾丸). 직접공격계 참백도
- 참백도 시해 언령: "울부짖어라 사미환"
- 참백도 만해: 비비왕 사미환(狒狒王蛇尾丸) 뱀의 형태를 띠고 있는 머리와 단단한 뼈로 몸이 구성된 거대한 참백도로, 크기만큼 위력도 엄청나지만 민첩성이 떨어진다. 뼈 마디마디엔 영압으로 연결돼 있어 부서져 흐트러져도 다시 원형태로 돌아오고 뼈마디를 분리하여 사용하는 일도 있다. 사신은 어깨에 털로 이루어진 털옷을 걸치고 있다(천년혈투 편에서 뱀의 형태를 띠는 검과 거대한 원숭이의 팔이 새로운 만해의 모습으로 공개되었다. 만해의 이름은 '쌍왕 사미환'이다.).
- 참백도 실체화: 이름 그대로 뱀과 원숭이 원래는 원숭이의 꼬리부분이 뱀이었지만 블리치이문편 참백도 실체화편에서는 인간형태로 나와있다. 뱀과 원숭이는 사슬로 연결돼 있으며 싸울 때는 서로 참백도의 위치를 마음대로 바꿔가며 효과적인 싸움을 할 수 있다. 만해상태는 원숭이가 사용하고 뱀이 참백도가 되는 듯하다.

## 기술
시해
1. 비아절교(狒牙絶咬): 시해상태의 사미환의 마디를 물리적으로 모두 끊어 원의 형태로 상대방을 위쪽에서 내리찍는 기술

만해
1. 비골대포(狒骨大包): 만해상태의 사미환의 머리 즉 뱀의 입에서 자신의 영압을 일시적으로 폭발적으로 이끌어내어 상대에게 쏘는 기술
2. 비비왕: 만해 상태의 원숭이의 손으로 상대를 공격하는 능력
3. 사왕: 만해 상태의 뱀 머리에 달려있는 칼날을 시해 상태 비슷하게 변화시키는 기술
4. 사아철포: 비비왕을 사용해 적을 벽에 박아버리고, 사왕을 사용해 칼날을 변화시키고 적을 찌른 다음, 뱀 모양의 영압으로 상대를 불태워버리는 쌍왕 사미환의 필살기

## 여담
루키아와는 절친 소꿉친구 사이이며 이치고와는 라이벌 사이기도 하다. 사도는 그가 적과 싸울땐 이치고가 생각난다고 한다. 현재 마다라메 잇카쿠, 히사기 슈헤이와 함께 만해를 할 수 있는 석관들이다.